# 積分判定法

積分判定法の調和級数への適用。区間 x ∈ での曲線 y = 1/x の下側部分の面積は無限大だから、長方形の面積の総和も無限大でなければならない。

数学において、積分判定法（せきぶんはんていほう、英: integral test for convergence）は非負項無限級数の収束性を判定する方法の一つである。コリン・マクローリンとオーギュスタン＝ルイ・コーシーによって発展させられたことから、マクローリン・コーシーの判定法の呼称でも知られている。

## 判定方法
整数 N と、非有界区間 [N, ∞) で定義された単調非増加な実数値関数 f を考える。このとき無限級数
{\displaystyle \sum _{n=N}^{\infty }f(n)}
がある実数へ収束するための必要十分条件は、広義積分
{\displaystyle \int _{N}^{\infty }f(x)\,dx}
が有限値であることである。言い換えると、積分が発散するとき級数もまた発散する。

### 注意
広義積分が有限値のとき、次節の証明からは級数の収束値の上界・下界をも得ることができる。

## 証明
証明は基本的に比較判定法を用いる。区間[n − 1, n) と [n, n + 1) のそれぞれで、f の積分値と項 f(n) を比較する。
f は単調非増加関数だから、
{\displaystyle f(x)\leq f(n)\quad {\text{for all }}x\in [n,\infty )}
であり、また
{\displaystyle f(n)\leq f(x)\quad {\text{for all }}x\in [N,n]}
である。よって任意の整数 n ≥ N に対し
であり、任意の整数 n ≥ N + 1 に対し
である。
N からある大きな整数 M までの全ての n にわたる和をとることで、(2) から
{\displaystyle \int _{N}^{M+1}f(x)\,dx=\sum _{n=N}^{M}\underbrace {\int _{n}^{n+1}f(x)\,dx} _{\leq \,f(n)}\leq \sum _{n=N}^{M}f(n)}
が得られ、(3) から
{\displaystyle \sum _{n=N}^{M}f(n)\leq f(N)+\sum _{n=N+1}^{M}\underbrace {\int _{n-1}^{n}f(x)\,dx} _{\geq \,f(n)}=f(N)+\int _{N}^{M}f(x)\,dx}
が得られる。これら2つの評価式を合わせると
{\displaystyle \int _{N}^{M+1}f(x)\,dx\leq \sum _{n=N}^{M}f(n)\leq f(N)+\int _{N}^{M}f(x)\,dx}
M を無限大に飛ばすことで評価式 (1) が得られ、かつ収束の必要十分性が示される。

## 適用例
調和級数
{\displaystyle \sum _{n=1}^{\infty }{\frac {1}{n}}}
は発散する。なぜなら、自然対数とその不定積分、微分積分学の基本定理を用いることで
{\displaystyle \int _{1}^{M}{\frac {1}{x}}\,dx=\ln x{\Bigr |}_{1}^{M}=\ln M\to \infty \quad {\text{for }}M\to \infty }
であることが分かるからである。
これとは反対に、級数
{\displaystyle \zeta (1+\varepsilon )=\sum _{n=1}^{\infty }{\frac {1}{n^{1+\varepsilon }}}}
（リーマンゼータ関数を参照）
は任意の ε > 0 に対して収束する。なぜなら
{\displaystyle \int _{1}^{M}{\frac {1}{x^{1+\varepsilon }}}\,dx=-{\frac {1}{\varepsilon x^{\varepsilon }}}{\biggr |}_{1}^{M}={\frac {1}{\varepsilon }}{\Bigl (}1-{\frac {1}{M^{\varepsilon }}}{\Bigr )}\leq {\frac {1}{\varepsilon }}<\infty \quad {\text{for all }}M\geq 1}
であり、(1) によって上から
{\displaystyle \zeta (1+\varepsilon )=\sum _{n=1}^{\infty }{\frac {1}{n^{1+\varepsilon }}}\leq {\frac {1+\varepsilon }{\varepsilon }}}
と評価できるからである。この結果はリーマンゼータ関数のいくつかの特定の値と比較してみることができる。

## 発散と収束の境界線
調和級数に関する上記の例から、単調減少列 f(n) であって、
{\displaystyle \lim _{n\to \infty }{\frac {f(n)}{1/n}}=0\quad {\text{and}}\quad \lim _{n\to \infty }{\frac {f(n)}{1/n^{1+\varepsilon }}}=\infty }
という意味で
- 1/n よりも速く 0 に収束するが、
- 任意の ε > 0 に対して 1/n1+ε よりは遅く 0 に収束し、
- 対応する級数はなおも発散する

ようなものは存在するかという問題が持ち上がる。もしそのような級数が見つかれば、1/n を  f(n) に取り換えて同じことを問うことができ、以下同様の議論が続けられる。このようにして級数の発散と収束の境界線を探究することができる。
具体的には、全ての自然数 k に対して級数
は発散する一方、 
は全ての ε > 0 に対し収束することが示せる（証明は後述）。ここで lnk は自然対数の k-重の合成を表し、再帰的に
{\displaystyle \ln _{k}(x)={\begin{cases}\ln(x)&{\text{for }}k=1,\\\ln(\ln _{k-1}(x))&{\text{for }}k\geq 2.\end{cases}}}
と定義される。また Nk は、lnk(Nk) ≥ 1 の左辺が well-defined で、かつこの不等式を満たす、つまり
{\displaystyle N_{k}\geq \underbrace {e^{e^{\cdot ^{\cdot ^{e}}}}} _{k\ e'{\text{s}}}=e\uparrow \uparrow k}
となる最小の自然数を表す。ここで矢印記法はテトレーションである（クヌースの矢印表記の一種）。
級数 (4) が発散することを証明する。連鎖律を繰り返し適用して、
{\displaystyle {\frac {d}{dx}}\ln _{k+1}(x)={\frac {d}{dx}}\ln(\ln _{k}(x))={\frac {1}{\ln _{k}(x)}}{\frac {d}{dx}}\ln _{k}(x)=\cdots ={\frac {1}{x\ln(x)\cdots \ln _{k}(x)}}}
だから
{\displaystyle \int _{N_{k}}^{\infty }{\frac {dx}{x\ln(x)\cdots \ln _{k}(x)}}=\ln _{k+1}(x){\bigr |}_{N_{k}}^{\infty }=\infty .}
となり、積分判定法を用いれば発散することが分かる。
級数 (5) が収束することを証明する。連鎖律および上記の結果により
{\displaystyle -{\frac {d}{dx}}{\frac {1}{\varepsilon (\ln _{k}(x))^{\varepsilon }}}={\frac {1}{(\ln _{k}(x))^{1+\varepsilon }}}{\frac {d}{dx}}\ln _{k}(x)=\cdots ={\frac {1}{x\ln(x)\cdots \ln _{k-1}(x)(\ln _{k}(x))^{1+\varepsilon }}}}
だから
{\displaystyle \int _{N_{k}}^{\infty }{\frac {dx}{x\ln(x)\cdots \ln _{k-1}(x)(\ln _{k}(x))^{1+\varepsilon }}}=-{\frac {1}{\varepsilon (\ln _{k}(x))^{\varepsilon }}}{\biggr |}_{N_{k}}^{\infty }<\infty }
となり、(1) から級数 (5) は上に有界であることが分かる。

## 有限和の場合
有限和の場合にも同様の議論で和を積分で近似することができる。つまり、自然数 M<N と区間 [M,N ]で定義された単調(単調増加でもよい)なRiemann可積分関数 f に対して
{\displaystyle \min\{f(M),f(N)\}\leq \sum _{n=M}^{N}f(n)-\int _{M}^{N}f(x)dx\leq \max\{f(M),f(N)\}}
が成立する。

## 注記
1. ↑  k = 1 のときの結果は、素数の逆数和が発散することの証明とも関係がある。素数の逆数和の発散（英語版）を参照。